# Thats What I Want
Thats What I Want is een nummer van de Amerikaanse rapper en zanger Lil Nas X, uitgebracht via Columbia Records op 17 september 2021, als vierde single van zijn debuut studioalbum Montero (2021). Het is een pop- en poprocknummer met elementen van powerpop. Het is geschreven door Lil Nas X en de producers van het nummer, Omer Fedi, Blake Slatkin, Ryan Tedder en KBeaZy .
Het kreeg lovende kritieken, waarbij critici het vergeleken met het werk van Sum 41, vooral met hun single Underclass Hero uit 2007. De release van het nummer ging gepaard met een door Stillz geregisseerde videoclip waarin de rapper verliefd wordt op een voetballer. Het bevat een cameo van Billy Porter en een hommage aan de film Brokeback Mountain uit 2005. Lil Nas X zong dit nummer voor het eerst in de BBC Radio 1 's Live Lounge. 
Het nummer werd een top tien-hit in 10 landen, waaronder de Verenigde Staten en het Verenigd Koninkrijk, die in beide gebieden op nummer 10 stonden. 
In België werd het nummer gekozen als MNM-Big Hit, waardoor het extra airplay kreeg. In de officiële hitlijst van Ultratop behaalde het nummer een piek op plaats 11.